# Gabinete Olinda III
O Gabinete Olinda III, apelidado de Gabinete dos Velhos, foi o ministério formado pela Liga Progressista em 30 de maio de 1862 e dissolvido em 15 de janeiro de 1864. Foi chefiado por Pedro de Araújo Lima, Marquês de Olinda, sendo o 14º gabinete do Império do Brasil após o estabelecimento do Decreto n.º 523 de 1847. Foi antecedido pelo Gabinete Zacarias I e sucedido pelo Gabinete Zacarias II.

## Contexto
Segundo Sérgio Buarque de Holanda (2004):
Convocado pela Coroa, assume mais uma vez a Presidência do Conselho o Marquês de Olinda, que ocupa também a pasta do Império. A composição ficou conhecida como o “Gabinete dos Velhos”. De homens sem forte vinculação partidária, é a vitória da Liga, de uma força nova. [...] Vencido por votação na Câmara o Gabinete Zacarias, D. Pedro II não convoca os conservadores puritanos, apelando ainda para o elemento da Liga, que lhe merece confiança.

## Composição
O gabinete foi composto da seguinte forma:
- Presidente do Conselho de Ministros: Pedro de Araújo Lima, Marquês de Olinda.
- Ministro dos Negócios do Império: Pedro de Araújo Lima.
- Ministro da Justiça: Caetano Maria Lopes Gama, Visconde de Maranguape; substituído interinamente em 8 de janeiro de 1862 por João Lins Vieira Cansanção de Sinimbu, que passou a efetivo em 9 de fevereiro de 1863.
- Ministro dos Estrangeiros: Miguel Calmon du Pin e Almeida, Marquês de Abrantes.
- Ministro da Fazenda: Antônio Francisco de Paula de Holanda Cavalcanti de Albuquerque, Visconde de Albuquerque; substituído em 8 de abril de 1863 por Miguel Calmon du Pin e Almeida.
- Ministro da Marinha: Joaquim Raimundo de Lamare, Visconde de Lamare.
- Ministro da Guerra: Polidoro da Fonseca Quintanilha Jordão, Visconde de Santa Teresa; substituído em 12 de maio de 1863 por Antônio Manuel de Melo.
- Ministro da Agricultura, Comércio e Obras Públicas: João Lins Vieira Cansanção de Sinimbu; substituído em 9 de fevereiro de 1863 por Pedro de Alcântara Bellegarde.

## Programa de governo
Segundo o Presidente do Conselho de Ministros (1862):
Para manifestar os princípios, direi, quanto à política, que o nosso programa está nas nossas opiniões, nos nossos atos, aquelas manifestadas, e estas praticadas no decurso de muitos anos. (...) Quanto aos negócios administrativos, um programa não é mais do que o complexo de medidas urgentes, imperiosas do momento. Ora, na Fala do Trono acha-se uma exposição das medidas mais urgentes; nós adotamos esta exposição da Fala do Trono como nosso programa. A solução das questões que nela se envolvem, esta solução pede estudo.
O gabinete apresentou o seguinte programa de governo:
- Coibir o abuso da prisão preventiva.
- Aliviar a Guarda Nacional.
- Alterar a Lei de 3 de dezembro, separando as polícias administrativa e judiciária.
- Melhorar o estado da lavoura e do comércio.

## Legislação aprovada
O gabinete aprovou a seguinte legislação:
- Decreto nº 2.955 de 24 de julho de 1862: Promulga a convenção consular entre o Brasil e a Suíça.
- Decreto nº 3.001 de 18 de novembro de 1862: Aprova três estatutos da companhia de carris de ferro do Jardim Botânico, etc.
- Decreto nº 3.050 de 7 de fevereiro de 1863: Dá regulamento para a organização e serviço dos telégrafos aéreos.
- Decreto nº 3.058 de 11 de março de 1863: Dá novos estatutos ao instituto comercial do Rio de Janeiro.
- Decreto nº 3.069 de 17 de abril de 1863: Regula o registro dos casamentos, nascimentos e óbitos das pessoas que professarem religião diferente da do Estado (Art. 2° da Lei nº 1.144 de 11 de setembro de 1861).
- Decreto nº 3.073 de 22 de abril de 1863: Uniformiza os estudos das cadeiras dos seminários episcopais, que são subsidiados pelo Estado.
- Decreto nº 3.079 de 25 de abril de 1863: Determina o número e categoria das missões diplomáticas que convém manter nos países estrangeiros.
- Decreto nº 3.082 de 28 de abril de 1863: Dá nova organização ao corpo de estado-maior de 2ª classe.
- Decreto nº 3.083 de 28 de abril de 1863: Aprova o regulamento para as escolas militares do Império.
- Decreto nº 3.084 de 28 de abril de 1863: Dá nova organização à secretaria do Conselho Supremo Militar.
- Decreto nº 3.085 de 28 de abril de 1863: Promulga a convenção consular de 4 de fevereiro de 1863 entre o Brasil e o Reino de Itália.
- Decreto nº 3.136 de 31 de julho de 1863: Promulga a convenção consular de 9 de fevereiro de 1863 entre o Brasil e o Reino da Espanha.
- Decreto nº 3.139 de 13 de agosto de 1863: Modifica o regulamento do selo de nº 2.713 de 16 de dezembro de 1860.
- Decreto nº 3.145 de 27 de agosto de 1863: Promulga a convenção consular de 4 de abril de 1863 entre o Brasil e Portugal.
- Decreto nº 3.185 de 18 de novembro de 1863: Dá nova organização à escola dos maquinistas no arsenal de marinha da Corte.
- Decreto nº 3.198 de 16 de dezembro de 1863: Aprova as instruções para nomeações de agrimensores.
- Decreto nº 3.202 de 24 de dezembro de 1863: Aprova o regulamento para a Pagadoria das Tropas da Corte.
- Decreto nº 3.204 de 24 de dezembro de 1863: Promulga o tratado celebrado pelo Brasil e várias potências da Europa e América com o Reino da Bélgica para a abolição definitiva da peage sobre a navegação do Escalda, etc., por meio do resgate, etc.
- Decreto nº 3.208 de 24 de dezembro de 1863: Dá novo regulamento ao corpo de oficiais marinheiros da Armada.
- Decreto nº 3.216 de 31 de dezembro de 1863: Manda executar o regulamento para a navegação do Rio Amazonas por embarcações brasileiras e peruanas.
- Decreto nº 3.217 de 31 de dezembro de 1863: Altera algumas disposições do regulamento das alfândegas.